# Modliszka (film 2006)
Modliszka (ang. Irresistible) – australijski thriller z 2006 roku.

## Fabuła
Sophie Hartley, ilustratorka książek dla dzieci, jest szczęśliwą mężatką i matką dwóch córek.  Jednak od jakiegoś czasu dręczy ją dziwna obsesja, że ktoś obcy kręci się po domu. Wkrótce Sophie zaczyna cierpieć na bezsenność, miewa koszmary, halucynacje.

## Główne role
- Susan Sarandon - Sophie Hartley
- Sam Neill - Craig Singleton
- Emily Blunt - Mara Toufiey
- Lauren Mikkor - Ruby Singleton
- Joanna Hunt-Prokhovnik - Elly Singleton
- William MacInnes - Jimmy Middleton